# هارپر ایندیانا
هارپر ایندیانا (به انگلیسی: Harper) یک منطقهٔ مسکونی در ایالات متحده آمریکا است.